# 康德里安
康德里安是巴布亞紐幾內亞西新不列顛省坎德里安-格羅塞斯特縣的首府。康德里安海拔10公尺。根據巴布亞紐幾內亞政府於2013年所作的人口調查數據顯示：居住於康德里安的總人口為1264人。